# Грецька корпорація телерадіомовлення
Грецька корпорація телерадіомовлення (грец. Ελληνική Ραδιοφωνία Τηλεόραση), або ERT — грецька державна корпорація громадського радіо і телевізійного мовлення. 2013 року відбулося закриття компанії як один із заходів суворої економії.

## Історія
Грецька корпорація телерадіомовлення заснована мовлення 1938 року в Афінах, спочатку обмежуючись радіомовленням. На той час компанія була відома як EIR (грец. Εθνικό Ίδρυμα Ραδιοφωνίας, Національна мовна корпорація). У роки Другої світової війни мовлення припинилось під час нацистської окупації Греції. Після завершення війни, мовлення відновилось і навіть розширилось до трьох національних служб радіо, а також розпочалося мовлення радіо для іммігрантів греків. 1950 року ОДП Грецька корпорація телерадіомовлення стала одним з 23 засновників Європейського Телерадіомовного Союзу.
Тестові телевізійні трансляції розпочались 1965 року, а повне обслуговування телебачення — 1966 року. 1970 року компанію пеерйменували на EIRT (грец. Εθνικόν Ίδρυμα Ραδιοφωνίας Τηλεοράσεως, Національна мовна корпорація телебачення). На той час працювало тільки два телевізійні канали — ERT (нині ET1) і другий ΥΕΝΕΔ/YENED, який транслював для і під контролем Грецької армії, використовувався як рупор пропаганди військової хунти чорних полковників до її падіння в 1974 році. Телеканал зберігав свою назву і військову орієнтацію до початку 1980-х років, коли він був перейменований в ERT2. 1 вересня 1987 року заснована третя станція — ERT3, що базувалась в Салоніках, транслювала здебільшого регіональні програми, що стосувались Північної Греції.
Близько 88 % фінансування ERT надходило від телевізійних ліцензійних зборів.
Будучи членом Європейського Телерадіомовного Союзу (ЄТС), в 1970-х років ERT стала частиною пісенного конкурсу Євробачення, який організовує ЄТС.
11 червня 2013 року телерадіокомпанію закрито рішенням Кабінету міністрів Греції на чолі із Антонісом Самарасом, лідером правлячої партії Нова Демократія. Це стало одним із заходів суворої економії, наголошувалося, що утримання ERT коштує щорічно до 300 млн євро. Водночас партії ПАСОК, Демократичні ліві та СІРІЗА не підтримала рішення уряду.
Відтак безробітними стали 2800 осіб, а сама Греція стала єдиною державою ЄС без державного телебачення та радіомовлення. Закриття ERT підняло чергову хвилю протестів, які очолили самі журналісти та низка митців, зокрема Янніс Зуганеліс. 13 червня відбувся загальнонаціональний страйк, третій у 2013 році, на підтримку журналістів і працівників ERT; вимогу відновити роботу компанії підтримали профспілки, політики та навіть церква.. 14 червня своїх колег підтримали європейські журналісти, зокрема бельгійські та французькі.
Через те, що прем'єр-міністр Антоніс Самарас та міністр фінансів Янніс Стурнарас маже одноосібно прийняли рішення про закриття телерадіокомпанії, навіть не шукаючи підтримки в лавах своєї партії Новая Демократія та партнерів по коаліції, політична система країни опинилася на межі кризи.

## Дочірні станції

### Телеканали
- ET1 (раніше ERT1) — перший суспільний телевізійний канал.
- New Hellenic Television, або NET (раніше ERT2) — другий суспільний телевізійний канал, спеціалізується здебільшого на програма розважального профілю. Здійснює також трансляцію спортивних передач і ранкових програм. Деякі програми виробництва NET транслюються ERT World.
- ET3 (раніше ERT3)
- Vouli Tileorasi — канал телерадіомовлення Грецького парламенту.
- ERT World (раніше ERT Sat) — канал для іммігрантів з Греції. Ефірне мовлення в період 5,45 — 12,00 годин, транслюються програми каналу NET. Новини передаються на 11,00, 14,00, 17,00, 20,00, 23,00, 18,00 години. Також транслюються спортивні заходи. У перервах показ реклами з Греції. Мовлення ANT1 World здійснюється через штучний супутник Hellas Sat 2.
- Prisma+ — грецький канал передається в DVB-T. Транслює серіали і документальні стрічки.
- Cine+ — грецький канал передається в DVB-T. Транслює кінофільми.
- Sport+ — грецький канал передається в DVB-T. Транслює спортивні події.

### Радіостанції
- ERA Net (ERA 1)
- ERA Deytero (ERA 2)
- ERA Trito (ERA 3) — радіостанція в Салоніках.
- ERA 4 Sport — спортивне радіо
- ERA LINA
- Voice of Greece (ERA 5)
- Filia
- Kosmos
- 19 регіональних станцій в містах: Іракліон, Ханья, Родос, Мітилена, Орестіада, Комотіні, Кавала, Серрес, Козані, Флорина, Яніна, Лариса, Волос, Керкіра, Закінф, Патри, Піргос, Триполі, Каламата.